# Sepideh Raissadat
 (janvier 2024).
Si vous disposez d'ouvrages ou d'articles de référence ou si vous connaissez des sites web de qualité traitant du thème abordé ici, merci de compléter l'article en donnant les références utiles à sa vérifiabilité et en les liant à la section « Notes et références ».
 (janvier 2024).
La mise en forme du texte ne suit pas les recommandations de Wikipédia : il faut le « wikifier ».
Les points d'amélioration suivants sont les cas les plus fréquents. Le détail des points à revoir est peut-être précisé sur la page de discussion.
- Les titres sont pré-formatés par le logiciel. Ils ne sont ni en capitales, ni en gras.
- Le texte ne doit pas être écrit en capitales (les noms de famille non plus), ni en gras, ni en italique, ni en « petit »…
- Le gras n'est utilisé que pour surligner le titre de l'article dans l'introduction, une seule fois.
- L'italique est rarement utilisé : mots en langue étrangère, titres d'œuvres, noms de bateaux, etc.
- Les citations ne sont pas en italique mais en corps de texte normal. Elles sont entourées par des guillemets français : « et ».
- Les listes à puces sont à éviter, des paragraphes rédigés étant largement préférés. Les tableaux sont à réserver à la présentation de données structurées (résultats, etc.).
- Les appels de note de bas de page (petits chiffres en exposant, introduits par l'outil «  Source ») sont à placer entre la fin de phrase et le point final[comme ça].
- Les liens internes (vers d'autres articles de Wikipédia) sont à choisir avec parcimonie. Créez des liens vers des articles approfondissant le sujet. Les termes génériques sans rapport avec le sujet sont à éviter, ainsi que les répétitions de liens vers un même terme.
- Les liens externes sont à placer uniquement dans une section « Liens externes », à la fin de l'article. Ces liens sont à choisir avec parcimonie suivant les règles définies. Si un lien sert de source à l'article, son insertion dans le texte est à faire par les notes de bas de page.
- La présentation des références doit suivre les conventions bibliographiques. Il est recommandé d'utiliser les modèles {{Ouvrage}}, {{Chapitre}}, {{Article}}, {{Lien web}} et/ou {{Bibliographie}}. Le mode d'édition visuel peut mettre en forme automatiquement les références.
- Insérer une infobox (cadre d'informations à droite) n'est pas obligatoire pour parachever la mise en page.

Pour une aide détaillée, merci de consulter Aide:Wikification.
Si vous pensez que ces points ont été résolus, vous pouvez retirer ce bandeau et améliorer la mise en forme d'un autre article.
Sepideh Raissadaat est une chanteuse iranienne.

## Biographie
Née à Téhéran en 1980, elle a commencé à étudier le Radif (le répertoire de la musique classique persane) à l'âge de 9 ans avec la célèbre chanteuse persane [[Parissa
musicienne iranienne]] et a continué avec Parviz Meshkatian et Mohammad Reza Lotfi. Son instrument comme soliste majeur est le Setar. Son premier album a été enregistré quand elle avait 18 ans, grâce à Ostad Parviz Meshkatian.
Après avoir obtenu son baccalauréat comme artiste peintre, elle s'installe en Italie pour poursuivre sa formation artistique. Elle est diplômée en musicologie avec spécialisation en ethnomusicologie de l'Université de Bologne. 
Pendant son séjour en Italie, elle a été invitée par le Vatican et par différentes chaînes de télévision italiennes et elle s'est produite en soliste avec l'une des plus anciennes chorales italiennes. Elle a également joué avec les musiciens italiens les plus connus tels que Franco Battiato, Andrea Parodi, etc. Au cours des dernières années, elle a mené des recherches académiques sur la musique persane ancienne préislamique. Actuellement, son principal domaine de recherche se concentre sur la musique sassanide.